# Georges Le Roy
Georges Auguste Le Roy (Caen, 5 giugno 1870 – Lisieux, 22 dicembre 1952) è stato uno schermidore francese.
Partecipò ai Giochi della II Olimpiade di Parigi nella gara di spada individuale, dove fu eliminato al primo turno.